# Победители Всемирных Игр по скалолазанию

## Победители Всемирных Игр в лазании на трудность

### Мужчины
| Год  | Победитель              | Год рождения | Страна  |
| ---- | ----------------------- | ------------ | ------- |
| 2005 | Патчи Узубиага Лакунса  | 1980         | Испания |
| 2009 | Сачи Амма               | 1989         | Япония  |
| 2013 | Рамон Хулиан Пуигбланке | 1981         | Испания |

### Женщины
| Год  | Победительница | Год рождения | Страна   |
| ---- | -------------- | ------------ | -------- |
| 2005 | Ангела Айтер   | 1986         | Австрия  |
| 2009 | Майа Видмар    | 1985         | Словения |
| 2013 | Мина Маркович  | 1987         | Словения |

## Победители Всемирных Игр в лазании на скорость

### Мужчины
| Год  | Победитель          | Год рождения | Страна |
| ---- | ------------------- | ------------ | ------ |
| 2005 | Александр Пешехонов | 1979         | Россия |
| 2009 | Цисин Чжун          | 1989         | Китай  |
| 2013 | Дмитрий Тимофеев    | 1993         | Россия |

### Женщины
| Год  | Победительница    | Год рождения | Страна |
| ---- | ----------------- | ------------ | ------ |
| 2005 | Анна Стенковая    | 1984         | Россия |
| 2009 | Цуйлян Хе         | 1989         | Китай  |
| 2013 | Алина Гайдамакина | 1990         | Россия |